# Охнівка
Охні́вка — село в Україні, у Оваднівській сільській громаді Володимирського району Волинської області.
Село засноване у 1580 р. Населення становить 373 особи. Кількість дворів (квартир) — 113. З них 13 нових (після 1991 р.).

## Історія
У 1906 році село Хотячівської волості Володимир-Волинського повіту Волинської губернії. Відстань від повітового міста 4 верст, від волості 10. Дворів 126, мешканців 468.
У селі функціонує церква Іоанна Богослова, яку місцеві жителі збудували на місці спаленого під час Другої світової війни православного храму. Новозбудований храм та земля під ним зареєстровані на місцеву громаду УПЦ МП. При колишньому приміщенні клубу є дерев'яна капличка, у котрій моляться члени Іоанно-Богословської громади Київського патріархату. Кількість парафіян двох громад — 270 осіб. Працює початкова школа на 20 місць, фельдшерсько-акушерський пункт, АТС на 39 номерів, 2 торговельні заклади.
У пам'ять про українців села Охнівка, котрих вбили під час нападів бандитів з Армії Крайової та інших польських формувань, є насип, на якому теж стоїть пам'ятний хрест — в'їзний знак, присвячений усім жителям цього куточка Волині, незалежно від національності, що загинули у конфлікті 1943 року; є великий жалобний металевий хрест зі встановленими іменами поляків, що загинули тут під час конфлікту, та польських військовослужбовців, що були вбиті у вересні 1939 року, а на території храму Іоанна Богослова є пам'ятник зі встановленими іменами жертв трагедії 1943 року.
У селі доступні телеканали УТ-1, УТ-2, 1+1, Інтер, СТБ, Обласне телебачення. Радіомовлення здійснюють Радіо «Промінь», Радіо «Світязь», Радіо «Луцьк».
Село газифіковане. Дорога з твердим покриттям в незадовільному стані. Наявне постійне транспортне сполучення з районним та обласним центрами.
Загальний список селян Охнівки, вбитих під час Другої світової війни поляками:
1. Ашкевич Семен (вуличне Петлюра).
2. Бодуля (за національністю чех, мав свою крамницю).
3. Бодуля (його дружина).
4. Богайчук Надія Іванівна.
5. донька Надії Богайчук.
6. донька Надії Богайчук.
7. Волошин (музикант, грав на скрипці).
8. Волошин (дружина музиканта).
9. Горошко Зоя, 48 років, вбита в хаті на ліжку під периною.
10. Горошко Броніслава Григорівна, 18 р.
11. Горошко Степан Григорович, 10 р.
12. Горошко Роман Григорович, 8 р.
13. Горошко Володимир Григорович, 7 р.
14. Гупік Борис.
15. Немовля, її мама вийшла з хати по потребі, а тут в хату поляки. Присіла, а в хаті постріл. Пограбували все, що було можна взяти, винесли, хату підпалили, і дитини Груня (мати) більше не побачила.
16. Довганюк Володимир.
17. Довганюк Ганна.
18. Дрозд Олександр, 17 р. Вбитий, коли намагався врятувати сестру під час нападу поляків на їхню хату (свідчення сестри).
19. Доросельський (хлопчик 7 р.).
20. Калиш Ганна, 101 рік, застрелена в голову на своєму ліжку.
21. Калиш Степан, 51 р. (вбитий поляком Левандовським родом з с. Верби),
22. Калиш Марія Никипорівна, 51 р. (дружина Степана),
23. Калиш Василь Степанович, 12 р.,
24. Калиш Капітуля, 31 рік (невістка Степана),
25. Калиш Надія Михайлівна, 5 років (донька Степана). 26.02.1944 р. Вбиті і спалені в хаті Мальчевських в Капітулці.
26. Ковальчук Нестор.
27. Ковальчук (дружина Нестора).
28. Ковальчук (дочка Нестора).
29. Ковальчук Олена, 12.02.1944 р. вояки АК, що прийшли з Білина після півночі, настромили Оленку на вила-двійчата і вкинули до колодязя.
30. Клименчук Марія Антонівна, 38 років,
31. Клименчук Люба, 9 років,
32. Клименчук Надійка, 7 років — постріляні в хліві та спалені.
33. Косюк Костянтин.
34. Косюк Ілля.
35. Косюк Євдокія.
36. Коган Феодосій,
37. Коган (бабуся Феодосія),
38. Коган (дружина Феодосія),
39. Коган (син Феодосія).
40. Лисюк (жінка).
41. Лишенюк Палажка.
42. Мазур Христина Петрівна, 8 років, 12.02.1944 р. Вирвали з рук матері і, настромивши на вила, вкинули в колодязь.
43. Мартинюк Марина.
44. Мартинюк Параска (старша жінка).
45. Мокрицький Йосип Дем'янович, 30 р., поранений в живіт розривною кулею, помер на руках дружини.
46. Мороз Ганна Олександрівна.
47. Олейник Домка, 70 р.
48. Оливко Кантон.
49. Оливко (дочка Кантона).
50. Остапик (літня жінка).
51. Панасюк Павло.
52. Панасюк Явдоха.
53. Панасюк Андрій Павлович.
54. Панасюк Надія Павлівна.
55. Пролета Василь.
56. Пролета (мама Василя).
57. Пролета (син Василя).
58. Пролета (дочка Василя).
59. Путчиха.
60. Романюк Іван.
61. Романюк Мирослава.
62. Сас Михайло Семенович.
63. Сас Євдокія.
64. Сас Петро Михайлович.
65. Сас (дочка Михайла).
66. Сенатор Карпо, 45 р.
67. Сенатор Марія, 40 р. — подружжя, побачивши бандитів втікали в поле, але були постріляні на ходу.
68. Соснович (старша жінка).
69. Сойко Якуб.
70. Сойко Минодора.
71. Сойко Михайло Якубович, 40 р.
72. Сойко (дружина Михайла).
73. Сойко Андрій Михайлович, 12 р.
74. Сойко (син Андрія).
75. Сойко (дочка Андрія).
76. Сойко Трохим.
77. Сойко (дружина Трохима).
78. Скіць Микола.
79. Тарасюк Ганна, 80 р.
80. Тарасюк Степан.
81. Тарасюк Григорій Федорович, 19 років, вбитий на полі серед білого дня.
82. Тарасюк Галина, 5 р.
83. Татарчук Надія
84. Татарчук (донька Надії),
85. Татарчук (донька Надії),
86. Татарчук (син Надії),
87. Татарчук (син Надії),
88. Татарчук Віктор (син Надії, 19 р., був зарубаний сокирою),
89. Татарчук (мама Надії),
90. Куган Гейко (дід Надії) вбиті й спалені.
91. Трусь Калина.
92. Хміль Трохим, 50 р.
93. Хміль Санька (Оксана), 40 р.
94. Хміль Галина Трохимівна, 9 р.
95. Хміль Володимир Трохимович.
96. Чуйко Павло Кузьмич.
97. Циган (прізвисько вуличне).
98. Циган (дружина).
99. Шаралета Марія, застрелили поляки Гратський і Юзек Голуб.
100. Військовополонений, що втік з німецьких таборів і перебував у селі, вбитий і вкинутий у колодязь.
101. Людина, яку в селі називали «агрономом».

102—166. Решту осіб встановити не було змоги.
Мешканці села, які були поранені під час нападу поляків з Білина:
1. Калиш Михайло Степанович, 30 р., 26.02.1944 р. в селі Капітулка був застрілений в лице з дробовика, двічі поранений пострілом з гвинтівки в плече правої руки і 4 рази вдарений багнетом у груди. Всього сім ран. Вижив. Живе досі і про все розповідав, показував рани, розказував, як його знайшла на горищі Фелька Цьохова, як дочка Віра (3 р.) виповзла з-під лавки і мовила: «Тату, а я ще не забита», а в самої личко біле-біле, неначе сніг.
2. Калиш Марія Степанівна, 15 р., 26.02.44 р. тоді в Капітулці була поранена в ліву ногу трьома кулями, але жодна не зачепила кістку, а на правій нозі була роздроблена стопа. Пів року лікувалась у «білій» лікарні у Володимирі, потім ще були лікування в різних лікарнях, так і накульгує.
3. Клименчук Марфа, 50 років, «отримала від жолнєжа» огородником по голові, втратила тяму, очуняла на третій день, вижила. В 1951 році померла в селі Овадно, де й похована.
4. Пролет Антоніна, поранена в живіт.
5. Хмель Катерина, 40 років, була поранена під пахвою.

В селі загинула польська родина:
1. Браніцький Марцін.
2. Браніцька Марія (дружина, українка).
3. Браніцький Янек,
4. Браніцький Владек (їхній брат Єжик був захований в хаті Михайла Калиша, а пізніше переданий рідним до Білина).

Усіх поіменно встановити неможливо, бо спливло багато часу від тих днів, коли бандити з 27-ї Волинської дивізії АК проводили етнічні чистки на українських землях щоб забирати Західну Україну знову до Польщі. Вдалося встановити імена 101 жертви терору, а насправді вбитих було набагато більше, від 102 до 165 людей, знищено цілі сім'ї, цілі родини і цілі роди, що й прізвищ не залишилося, немає кому згадати, бо, як це найчастіше буває, найдовше пам'ятають своїх родичів. Село повністю зруйноване, залишилося лише три хати, а 108 дворів знищено, спалена також церква з усіма документами, грамотами, святими книгами.
Не всі поховані на кладовищі, не було кому, не було можливості поховати по-християнськи. Там, де вбили, там і викопали яму та поховали, вночі, потайки, щоб в неї самому не потрапити. Село заново відбудовано на іншому місці, могили залишилися на полі забуті, огорожа погнила як і хрести, хіба що дерева ростуть на могилах. Там, де спочивають Хміль Трохим, його дружина Оксана і дочка, ще поховано дев'ять людей: Пролета Василь, його мама і двоє дітей, Ковальчук Нестор і інші, теж немає ні хреста, ні пам'ятника, не було й перепоховання.
В архіві зберігся перелік 107 садиб, знищених польськими воєнізованими формуваннями.
12 червня 2020 року, відповідно до розпорядження Кабінету Міністрів України № 708-р «Про визначення адміністративних центрів та затвердження територій територіальних громад Волинської області», увійшло до складу Оваднівської сільської територіальної громади.
19 липня 2020 року, в результаті адміністративно-територіальної реформи та ліквідації  Володимир-Волинського району(1940—2020), село увійшло до новоутвореного Володимир-Волинського району (від 18 липня 2022 Володимирського).

## Населення
Згідно з переписом УРСР 1989 року чисельність наявного населення села становила 311 осіб, з яких 143 чоловіки та 168 жінок.
За переписом населення України 2001 року в селі мешкали 372 особи.

### Мова
Розподіл населення за рідною мовою за даними перепису 2001 року:
| Мова       | Відсоток |
| ---------- | -------- |
| Українська | 98,93 %  |
| Російська  | 1,07 %   |